# John Sidney
John Sidney lub Sydney KB (ur. 14 lutego 1680 w Penshurst Place w hrabstwie Kent, zm. 27 września 1737) – brytyjski arystokrata i polityk, syn Roberta Sidneya, 4. hrabiego Leicester, i lady Elizabeth Egerton, córki 2. hrabiego Bridgewater.
Tytuł parowski odziedziczył po śmierci swojego starszego brata, Philipa, w 1705 r. i zasiadł w Izbie Lordów. Przedtem zasiadał w Izbie Gmin jako reprezentant okręgu Brackley. Był członkiem Tajnej Rady i kawalerem Orderu Łaźni. W latach 1717–1727 był lordem strażnikiem Pięciu Portów, w latach 1724–1737 lordem namiestnikiem Kentu, a w latach 1725–1731 kapitanem Ochotników Gwardii. Od 1731 r. był konstablem Tower of London i lordem namiestnikiem Tower Hamlets.
Nigdy się nie ożenił i nie pozostawił potomstwa. Po jego śmieci tytuł hrabiego Leicester odziedziczył jego młodszy brat, Jocelyn.